# Kultura Kanady

## Język
Kanada pozostaje pod silnymi wpływami kulturowymi Stanów Zjednoczonych i Wielkiej Brytanii. Dominujący język angielski jest formą pośrednią między brytyjską a amerykańską angielszczyzną. Pisownia jest zasadniczo brytyjska, np. rzeczownik kolor lub środek zapisywany jest tak jak w brytyjskim angielskim colour i centre a nie color czy center jak w amerykańskim. W Kanadzie występuje szereg regionalnych akcentów, lecz są one bardziej zbliżone do akcentów amerykańskich z sąsiednich rejonów, ale od nich rozróżnialne, niż akcentu angielskiego. Najbardziej charakterystycznym w kanadyjskim angielskim jest specyficzne używanie partykuły eh, które doczekało się wielu dowcipów tak kanadyjskich jak i amerykańskich.
W Quebecu oraz w częściach Manitoby i Nowego Brunszwiku używany jest język francuski. Różni się on od współczesnego akcentem oraz słownictwem. Ze względu na długotrwałą izolację zachował pewne cechy archaiczne. Ludność pochodzenia francuskiego dzieli się na trzy zasadnicze grupy: mieszkańców Quebecu, określających samych siebie i swój język jako Québécois, frankofonów (w prowincjach centralnych i zachodnich) i ludność akadyjską, mówiącą specyficzną gwarą (Nowy Brunszwik, Nowa Szkocja).
Ze względu na stały i intensywny napływ emigrantów, w dużym procencie gospodarstw domowych używa się języków innych niż oficjalne. Języki te także z czasem ulegają pewnej ewolucji, adaptując słowa angielskie oraz z innych języków. Na przykład specyficzna polszczyzna starszych emigrantów z Manitoby i prowincji preryjnych zawiera szereg słów ukraińskich, ze względu na interakcje pomiędzy obiema kulturami.

## Wielokulturowość -Multiculturalism

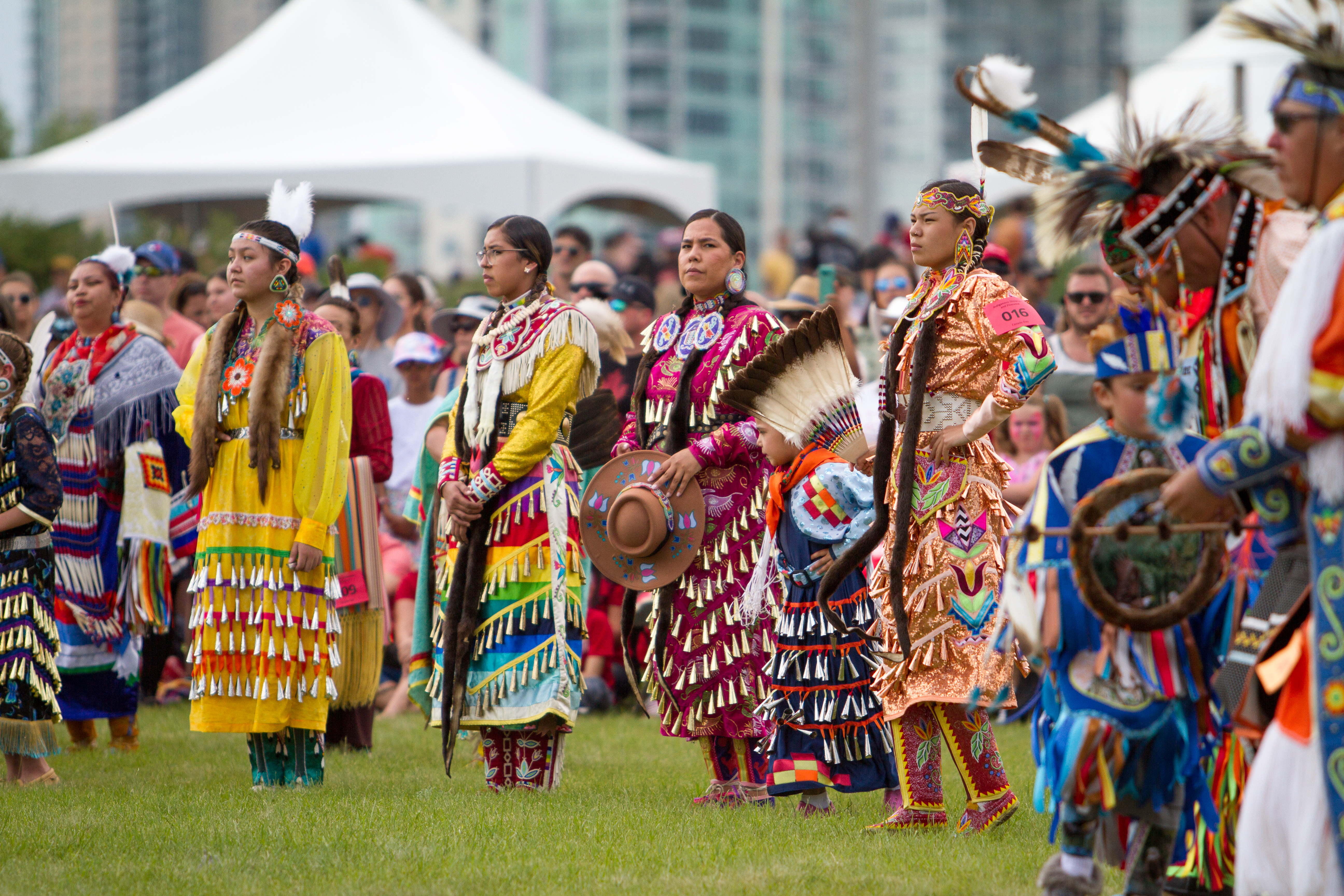
Tancerze wywodzący się z Pierwszych Narodów podczas Dnia Kanady

Kanada, zgodnie ze swoją konstytucją, jest krajem wielokulturowym. Rząd ma obowiązek wspierać organizacyjnie i finansowo rozwój mniejszości kulturowych. Sprowadza się to do udzielania grantów dla organizacji mniejszościowych, wspierania etnicznych imprez kulturalnych oraz innych inicjatyw. Lokalne wydziały oświaty organizują sobotnie szkoły nauczające języków mniejszości, także na poziomie średnim. Oceny uzyskane w tych szkołach wliczane są do ogólnego dorobku ucznia. Także każda biblioteka publiczna ma sekcję wielojęzykową zawierającą książki wydawane w językach mniejszości zamieszkujących daną okolicę. Oficjalnym ojcem kanadyjskiej polityki wielokulturowej był premier Pierre Trudeau.

## Edukacja
W Kanadzie obowiązuje trzystopniowy system edukacyjny.

### Szkoły podstawowe
W angielskim nazywane elementary school lub primary school. Nauka zaczyna się w wieku czterech lat od tak zwanej junior kindergarten i jest kontynuowana w senior kindergarten. W tych dwóch klasach dzieci uczą się alfabetu, liczb oraz zasad zachowania w grupie. Prawdziwa nauka rozpoczyna się w klasie pierwszej i trwa osiem lat. W tym czasie uczniowie zdobywają podstawowe wiadomości ze wszystkich dziedzin.

### Szkoły średnie
W Kanadzie nie istnieje szkolenie zawodowe na poziomie średnim. Wszystkie szkoły średnie mają profil ogólnokształcący. Szkoła średnia trwa cztery lata. W niektórych prowincjach istnieje dodatkowy piąty rok dla uczniów chcących kontynuować naukę na uniwersytetach. Obowiązek nauczania w szkołach średnich zależy od lokalnych, prowincjonalnych regulacji, lecz zwykle obowiązuje do drugiej klasy szkoły średniej. Osoby kończące edukację na tym poziomie nazywane są dropouts. Poziom nauczania w szkołach średnich zależy od warunków lokalnych i może się bardzo zmieniać. Edukacja średnia nie kończy się żadnym egzaminem końcowym, natomiast każdy przedmiot kończy się zaliczeniem. Ocena z takiego zaliczenia, która jest wypadkową ocen z prac domowych i standardowych testów, ma charakter procentowy. Sumaryczna ocena ucznia także wyrażana jest w procentach i jest średnią z wszystkich ocen cząstkowych.
Wewnątrz szkół istnieje podział uczniów według uzdolnień. Prowadzone są klasy w trzech profilach – zwykłym trade, dla uczniów niezamierzających kontynuować nauki na poziomie wyższym, akademickim academic, dla tych, którzy zamierzają studiować, oraz international, dla najzdolniejszych, otrzymujących międzynarodową maturę.

### Systemy edukacyjne
W Kanadzie istnieją dwa lub trzy systemy szkolne – publiczny i prywatny lub publiczny, katolicki i prywatny. By móc uczęszczać do szkoły katolickiej nie trzeba być katolikiem. W niektórych prowincjach system katolicki finansowany jest ze środków publicznych. Szkoły publiczne powstały na bazie szkół anglikańskich. Szkoły mają wysoką niezależność od władz politycznych miejskich, prowincjonalnych i federalnych. Ciałami zarządzającymi szkołami w danym regionie administracyjnym są tzw. 'zarządy powiernicze' (board of trustees). Członkowie tych zarządów wybierani są drogą lokalnych wyborów powszechnych, na ogół w trakcie głosowania (ale z osobnych, niezależnych list) do władz miejskich.

### Szkoły wyższe i zawodowe
Uczniowie niezamierzający studiować kontynuują naukę, jednocześnie pracując w trybie czeladniczym.
Wyższe instytucje edukacyjne dzielą się na Community College, University College i uniwersytety. College wydają certyfikaty i dyplomy, University College ma uprawnienia wydawania niższych stopni naukowych (licencjaty - "Bachelor of ..."), natomiast uniwersytety - stopnie naukowe B.Sc – Bachelor od Science lub Art (licencjat lub bakałarz) oraz podyplomowe M.Sc, M.A. lub M. Eng. Master of Science, Art lub Engineering - Magister, oraz PH.D – Philosophy Doctor – Doktor Nauk.
Większość studentów kończy studia na poziomie podstawowym, ze stopniem licencjata. Niektórzy, już pracując, kontynuują studia podyplomowe. Popularnym kierunkiem dla pracujących są Biznes i Administracja (Master of Business and Administration – MBA). Studia medyczne i prawnicze są studiami podyplomowymi.

### Życie codzienne
Życie codzienne w Kanadzie nie odbiega od amerykańskiego. Zdominowane jest pracą. Większość ludzi pracuje jednak tylko 8 godzin dziennie, za to często spędza dużo czasu dojeżdżając do pracy (głównie w metropoliach).
| Data                                                 | Polska nazwa                                       | Angielska / francuska nazwa                                  | Uwagi                                                                                            |
| ---------------------------------------------------- | -------------------------------------------------- | ------------------------------------------------------------ | ------------------------------------------------------------------------------------------------ |
| 1 stycznia                                           | Nowy Rok                                           | New Year's Day / Jour de l'an                                | święto państwowe                                                                                 |
| Piątek przed Wielką Nocą                             | Wielki Piątek                                      | Good Friday / Vendredi saint                                 | święto państwowe                                                                                 |
| Obchodzone w pierwszy poniedziałek po Wielkim Piątku | Drugi dzień Wielkiej Nocy/Poniedziałek Wielkanocny | Easter Monday / Pâques                                       | święto państwowe                                                                                 |
| Ostatni poniedziałek przed 25 maja                   | Urodziny królowej Wiktorii                         | Victoria Day / Fête de la Reine (Quebec: Fête des Patriotes) | święto państwowe                                                                                 |
| 24 czerwca                                           | Dzień św. Jana Chrzciciela                         | St. Jean-Baptiste Day                                        | święto państwowe Obchodzone wyłącznie w prowincji Quebec                                         |
| 1 lipca                                              | Dzień Kanady                                       | Canada Day / Fête du Canada                                  | święto państwowe Obchody rocznicy Konfederacji Kanady                                            |
| Pierwszy poniedziałek sierpnia                       | Święto Obywatelskie                                | Civic Holiday/ Fête du Canada                                | święto państwowe Obchodzone we wszystkich prowincjach z wyjątkiem Quebecu.                       |
| Pierwszy poniedziałek września                       | Święto Pracy                                       | Labour Day / Fête du Travail                                 | święto państwowe                                                                                 |
| Drugi poniedziałek października                      | Święto Dziękczynienia                              | Thanksgiving / Action de grâce                               | święto państwowe                                                                                 |
| 11 listopada                                         | Zakończenie I wojny światowej                      | Remembrance Day / Jour du souvenir                           | święto państwowe Składanie hołdu poległym na wojnach                                             |
| 25 grudnia                                           | Boże Narodzenie                                    | Christmas / Noël                                             | święto państwowe                                                                                 |
| 26 grudnia                                           | Drugi dzień Bożego Narodzenia                      | Boxing Day / Lendemain de Noël                               | święto państwowe. Nie posiada religijnego znaczenia. Związane jest z poświątecznymi wyprzedażami |

Przeciętny Kanadyjczyk postrzegany jest jako osoba uprzejma, lecz odnosząca się z dystansem do obcych. Szczególnie uprzejmość kanadyjska jest legendarna. W amerykańskich dowcipach Kanadyjczyk przedstawiany jest jako osoba przepraszająca, gdy ktoś nastąpi jej na nogę. Kanadyjczykom brakuje amerykańskiej jowialności, jak i typowej dla nich agresywności. Sami Kanadyjczycy są dumni ze swej kanadyjskości. Choć są zasadniczo proamerykańscy, lubią podkreślać swoją odmienność. Ostatnio modna jest jednak antyamerykańskość, która postrzegana jest (głównie przez środowiska liberalne lub lewicowe) jako przejaw patriotyzmu.

## Kultura

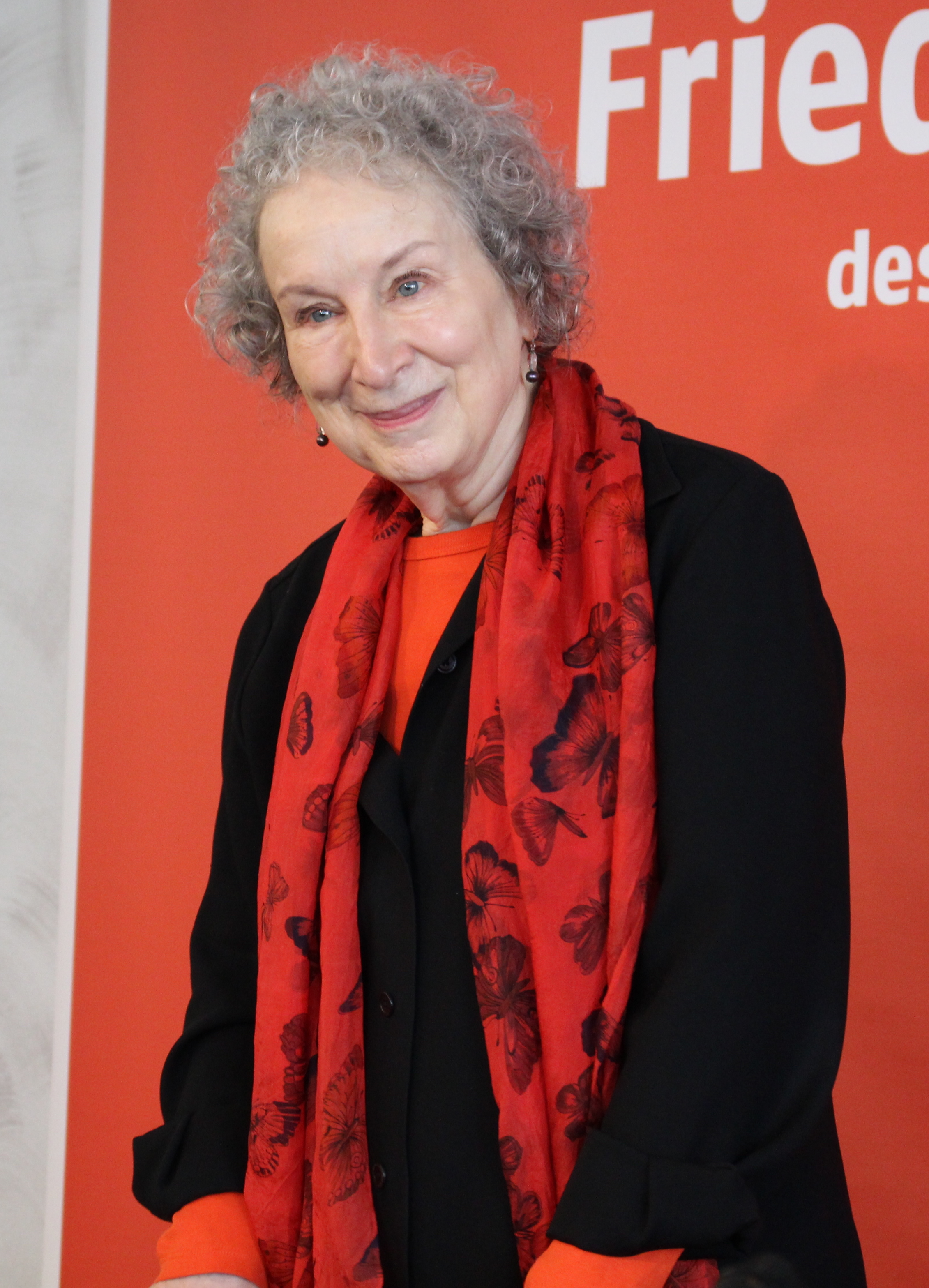
Margaret Atwood, autorka m.in. Opowieści podręcznej

### Kanadyjska literatura
Kanadyjska literatura, w większości anglojęzyczna, jest ważnym nurtem współczesnej literatury światowej. Do pisarzy kanadyjskich, którzy zdobyli międzynarodowy rozgłos przed II wojną światową należeli: Lucy Maud Montgomery - autorka słynnego cyklu powieści o Ani z Zielonego Wzgórza (Anne of Green Gables) i Szara Sowa (Grey Owl). Ze współczesnych pisarzy o renomie międzynarodowej, laureatów słynnej Booker Prize nagrody literackiej należy wymienić: Margaret Atwood, Michael Ondaatje i Nino Ricci. Z innych, których książki cieszą się popularnością w innych krajach to: Mordecai Richler i Alice Munro. Innym autorem o dużej popularności i międzynarodowej sławie jest poeta i piosenkarz Leonard Cohen.

### Kanadyjski teatr
W Kanadzie istnieje intensywne życie teatralne, skupione w wielkich ośrodkach miejskich, takich jak Toronto i Montreal. Działają tam znane teatry muzyczne, tradycyjne oraz nowoczesne. Atrakcjami turystycznymi są doroczne Festiwal Szekspirowski w Startford oraz Shaw Festival w Niagara on the Lake.

### Kanadyjski film i telewizja
Kanada jest ważnym producentem filmów. Często krytykowany system dofinansowania ze środków publicznych pozwolił stworzyć kanadyjską, artystyczną i niekomercyjną szkole filmową (Zobacz: film kanadyjski).
W Kanadzie, a szczególnie w Toronto, zwanym "Hollywoodem Północy" kręci się wiele filmów amerykańskich. Spośród Kanadyjczyków wywodzi się także wielu znanych aktorów, w większości komediowych.
Obok wielu komercyjnych stacji telewizyjnych funkcjonuje w Kanadzie publiczna telewizja Canadian Broadcasting Corporation – CBC – produkująca wysokiej jakości programy informacyjne, oświatowe, kulturalne i rozrywkowe w obu językach urzędowych.

### Sztuki plastyczne w Kanadzie

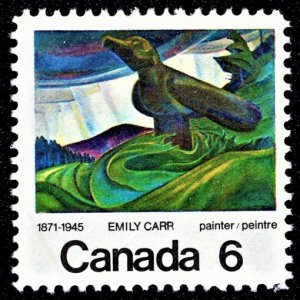
Kanadyjski znaczek pocztowy z 1971 roku z obrazem Emily Carr

O istnieniu przedstawicieli malarstwa i rzeźby kanadyjskiej można mówić już w XIX i początkach XX wieku, jednak były to prace bardzo silnie oparte na szkołach i stylach europejskich (głównie angielskich), które nie wytworzyły własnego, oryginalnego kolorytu i estetyki.
Dopiero lata 20. ub. wieku przyniosły bardzo szybki rozwój i narodziny prądów, które dały podstawy mówienia o Canadian art w formalnym tego znaczeniu. Zasadniczymi prekursorami tej 'szkoły kanadyjskiej' byli malarze skupieni wokół tzw. Grupy Siedmiu. Byli to: Franklin Carmichael, Lawren Harris, A.Y. Jackson, Frank Johnston, Arthur Lismer, J.E.H. MacDonald i Frederick Varley. Z tych największą sławę osiągnęli: Harris, Thomson i Jackson. Malarze ci pochodzili i mieszkali głównie w Ontario, ale najsłynniejsze ich pejzaże dotyczyły Gór Skalistych w Albercie - okolice Banff i jeziora Louisa (Lake Louise). Ich malarstwo charakteryzowały śmiałe, ostre kolory, wyraźny wpływ późnego impresjonizmu francuskiego i szorstka, wielowarstwowa faktura obrazu. W zbliżonym czasie (nieco wcześniej) podobną rolę na Zachodnim Wybrzeżu Kanady miała malarka Emily Carr. Jej monumentalne obrazy olejne są dziś w wielu galeriach Ameryki Północnej i Europy. Tematem jej twórczości było życie i kultura rdzennych społeczności Zachodniego Wybrzeża. Odwiedzała łodzią szereg bardzo starych wiosek i osad rdzennej ludności, malowała architekturę, a zwłaszcza charakterystyczne totemy.
Jest to przykład silnego wpływu bogatej tradycji sztuki rdzennych grup etnicznych. Najsłynniejszym reprezentantem tego nurtu był Bill Reid (1920 -1998), rzeźbiarz o częściowym (po matce) pochodzeniu rdzennym. Jego zainteresowania oparte były głównie na bogatej, ponad tysiącletniej tradycji narodów Haida Gwaii (północno-zachodnie wybrzeże i wyspy Królowej Charlotte na Pacyfiku). Temu tematowi poświęcił swoją najsłynniejszą rzeźbę Spirit of Haida Gwaii wykonaną w dwóch wersjach: zielonej na Międzynarodowym Lotnisku w Vancouverze i czarnej przed Ambasadą Kanady w Waszyngtonie.
Zupełnie inny nurt sztuki kanadyjskiej reprezentowany był przez malarza i pisarza Williama Kurelkę (1927 – 1977). William Kurelek poświęcił swą twórczość tradycji osadnictwa i kultury ukraińsko-polskiej. Urodzony w prowincji Alberta w rodzinie ukraińskiej, część swego życia spędził na kanadyjskich Kaszubach, w okolicach Wilna, gdzie przeszedł na wiarę katolicką. W tym okresie swego życia opublikował album ilustracji zatytułowany „Polish Canadians”. Tematy jego obrazów często czerpały z tradycji osadnictwa ukraińsko-polskiego na preriach kanadyjskich. Był najbardziej znanym reprezentantem konwencji prymitywizmu w Kanadzie.

### Kanadyjska muzyka
W Kanadzie powstają charakterystyczne typy muzyki ludowej – folk. Jej różnorodność odzwierciedla mieszaninę etniczną i kulturową Kanady. Obok muzyki wywodzącej się ze szkockiej tradycji istnieje muzyka frankofońska i rdzenna, tak tradycyjno-rytualna, jak i współczesna.
Nie ma wśród Kanadyjczyków bardziej znanych kompozytorów muzyki współczesnej, lecz istnieje wiele dobrych orkiestr i zespołów wykonujących muzykę poważną, w tym muzykę współczesną.
Kanadyjska muzyka popularna jest częścią amerykańskiej sceny ale zachowuje swą wyraźną odrębność. Jest to szczególnie ważne w muzyce rozrywkowej prowincji Quebec, gdzie jest ona istotną częścią świadomości kulturalnej mieszkańców tej prowincji i nie ma nic wspólnego z tzw. muzyczną sceną amerykańską. Wielu znanych artystów estrady świadomie nie obrało kariery w USA i związali się na stałe z kanadyjskim rynkiem fonograficznym i koncertowym.